# Vallon-sur-Gée
Vallon-sur-Gée là một xã trong tỉnh Sarthe ở tây bắc nước Pháp. Xã này nằm ở khu vực có độ cao từ 42-101 mét trên mực nước biển.